# Hrvatski pisci iz BiH, M
- Majić, Drago
- Majić, Viktor
- Majić, Vlatko
- Maldini, Rudolf
- Malić, Zdravko
- Mandić, Marijan
- Mandžo, Miljenko
- Manđeralo, Stipo
- Maraković, Ljubomir
- Margitić, Markovac, Stjepan
- Marić, Franjo
- Marić, Miljenko
- Marijanović, Ivan
- Marijanović, Bernard
- Marijanović, Dragan
- Marijanović, Žarko
- Marinović, Sušac, Mladenka
- Marjanović, Mirko
- Markijski
- Markota, Zlatko
- Marković, Luka
- Markušić, Jozo Josip
- Marošević, Ambro
- Martić, Ana
- Martić, Grgo
- Martić, Nikola
- Martinac, Anita
- Martinović, Juraj
- Martinović, Marko
- Marušić, Radovan
- Maslać, Mile
- Mašić, Jozo
- Matanović, Julijana
- Matić, Ambroz
- Matić, Ante Delmin
- Matić, Ante
- Matić, Marko
- Matić, Tugomir
- Matijević, Stjepan
- Matijašević, Ante
- Matković, Jako
- Matvejević, Predrag
- Mažar, Drago
- Mihačević, Lovro
- Mihačević, Borislav Stjepan
- Mihaljević, Jozo
- Mijatović, Anđelko
- Mikić, Ljerka
- Mikić, Mato
- Mikić, Pavao
- Mikulić, Janja
- Mikulić, Martin
- Milaković, Josip
- Milenić, Žarko
- Miletić, Augustin
- Milić, Josip<
- Milić, Nedjeljko
- Milić, Petar Periša
- Milićević, Franjo
- Milićević, Ivan
- Milićević, Niko
- Milinović, Ante
- Milinović, Miroslav
- Miloš, Petar
- Milošević, Zdravko
- Mioč, Pero
- Mioč, Vojislav
- Mlakić, Josip
- Mrazović, Milena
- Musa, Dušan
- Musa, Šimun